# 부카리 드라메
부카리 드라메(프랑스어: Boukary Dramé, 1985년 7월 22일 ~ )는 파가네세에서 뛰는 세네갈의 축구 선수이다.

## 클럽 경력

### PSG
그는 베르누이에 있는 파리 생제르맹의 트레이닝 센터에 입단하기전 CSL 오네수부아에서 축구를 시작했다. 그는 2005년에 1군팀에 합류했고 2005년 9월 11일에 스트라스부르를 상대로 리그 1 데뷔 경기를 치렀다. 드라메는 파리 생제르맹의 유소년 팀 출신으로, 1군팀에서 2년을 있었지만 출전하기가 어려웠으며, 2005–06 시즌에는 4경기, 다음 시즌에는 20경기에 그쳤다.

### 소쇼
2007년 7월에 파리 생제르맹의 재계약을 거절한 드라메는 1부 리그로 승격한 소쇼-몽벨리아르와 4년 계약을 맺었다. 그는 데뷔전이자 전소속팀 PSG와의 경기에서 심각한 발목 염좌 부상을 당했다.
2008년 9월 1일, 그는 세군다 디비시온의 레알 소시에다드로 1년간 장기 임대를 떠났다. 그는 그 시즌 유일한 출전 경기였던 짐나스틱 데 타라고나를 2-1로 승리한 경기에서 데뷔전을 치렀다. 그는 잉글랜드 프리미어 리그로 가기위해서 버밍엄 시티 입단 시험을 봤으나, 계약까지는 이뤄지지 못했다.